# デズリー・ピーターセン
デズリー・ピーターセン（Desiree Petersen、女性）は、デンマークの元プロレスラー。コペンハーゲン出身。

## 来歴
1983年1月、カナダのブリティッシュコロンビア州にて対ベルベット・マッキンタイヤー戦でデビュー。
1984年12月、マッキンタイヤーと組んでWWF女子タッグチーム王座獲得。同年より1985年にかけてWWF（現・WWE）にてファビュラス・ムーラ、 マッド・マキシーン、レイラニ・カイ、ジュディ・マーチン、ドナ・クリスタネーロ、ペニー・ミッチェル、ペギー・パターソン、ペギー・リー・レザーと対戦した。
また、この時期には全日本女子プロレスにも来日。
同年、WWFを離脱するが、1988年に復帰し、シェリー・マーテルが持つWWF女子王座に挑戦した。
その後、再びWWFを離脱してLPWAに移籍。PPVイベント「スーパーレディース・ショーダウン」で神取忍と対戦も敗れた。

## 獲得タイトル
- WWF女子タッグチーム王座（w/ベルベット・マッキンタイヤー）